# Fjelie distrikt
Fjelie distrikt är ett distrikt i Lomma kommun och Skåne län. 
Distriktet ligger vid kusten norr och nordost om Lomma. 

## Tidigare administrativ tillhörighet
Distriktet inrättades 2016 och utgörs av en del av det område Lomma köping omfattade till 1971, delen som före 1963 utgjorde Fjelie socken. 
Området motsvarar den omfattning Fjelie församling hade 1999/2000.